# Barrage d'Ermenek
Le barrage d'Ermenek est un barrage destiné à la production d'électricité dans la province de Karaman en Turquie à proximité d'Ermenek et du village de Görmeli. Sa mise en eau a débuté en août 2009.

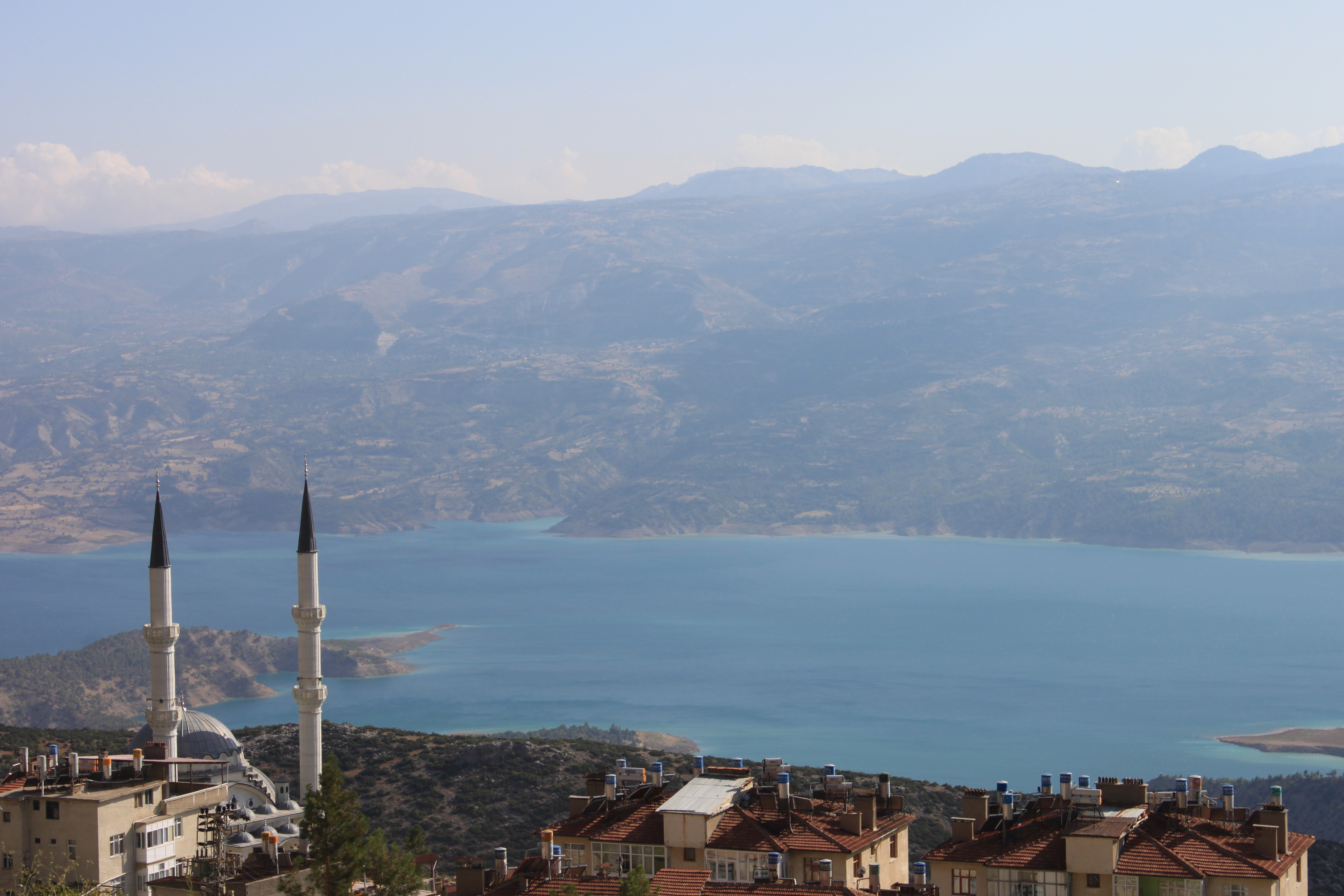
La mosquée Ahmet Keleşoğlu d'Ermenek et le réservoir d'Ermenek.

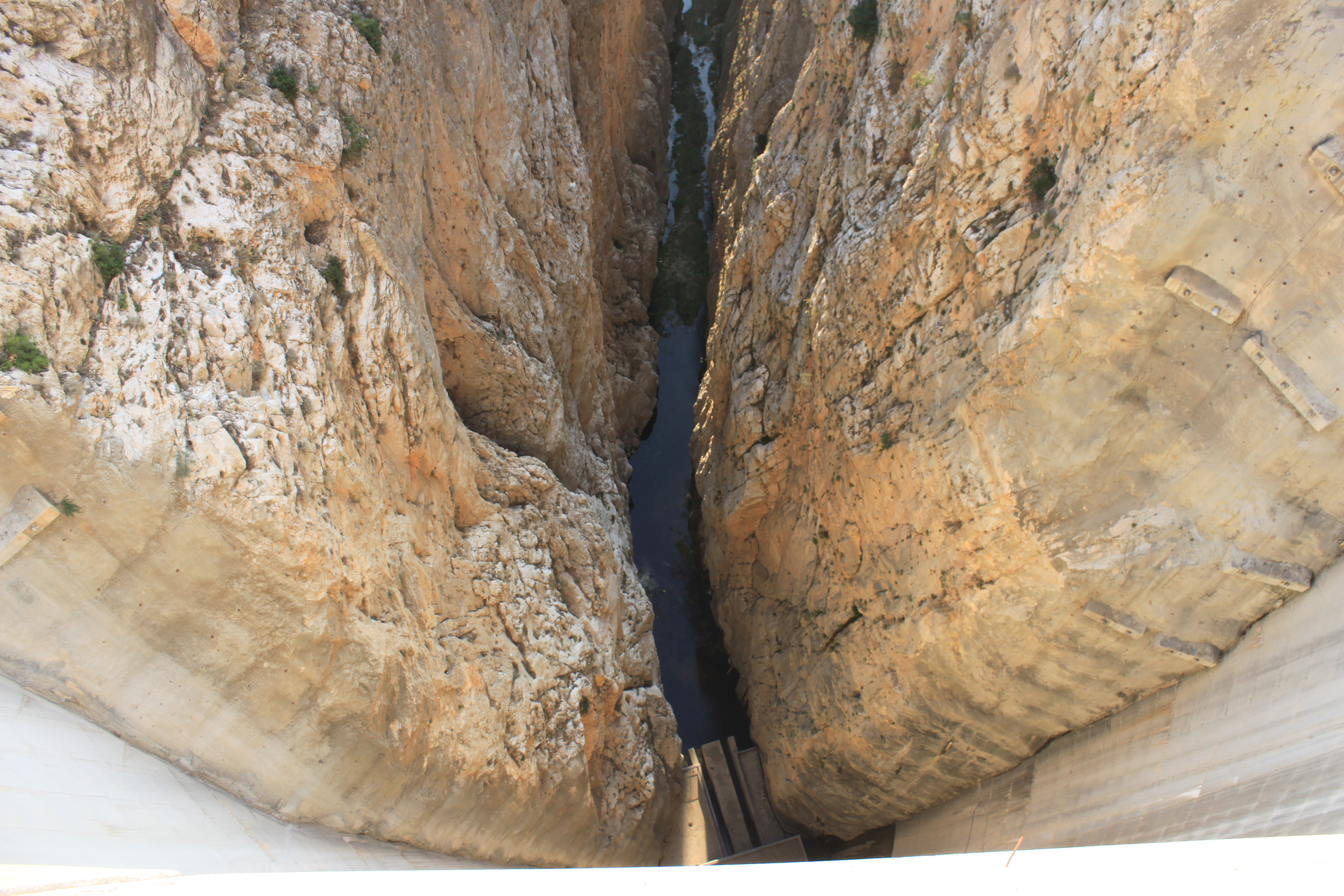
Le réservoir d'Ermenek dans le canyon vu depuis le barrage.